# Гамбийская белозубка
Гамби́йская белозу́бка (лат. Crocidura cinderella) — млекопитающее из рода Белозубок (Crocidura) семейства Землеройковых (Soricidae). Распространена в Сенегале, Гамбии, южной Мавритании неподалёку от границы с Сенегалом, Мали и в Нигере. Естественные места обитания — саванны и заросли из акаций. По классификации МСОП вид отнесен к категории LC, так как имеет широкое распространение, и предположительно большую численность, также трудно предполагать быстрое снижение численности. Подходящие места обитания занимают большие площади. Но прямых данных о численности нет. В коллекциях этот вид очень редок.